# Masatopes ater
Masatopes ater là một loài bọ cánh cứng trong họ Cerambycidae.